# Je brûle dans le vent
Pour plus de détails, voir Fiche technique et Distribution.
Je brûle dans le vent  ou La Brûlure du vent (Brucio nel vento) est un film suisso-italien réalisé par Silvio Soldini, sorti en 2002.

## Fiche technique
- Titre : Je brûle dans le vent
- Autre titre : La Brûlure du vent
- Titre original : Brucio nel vento
- Réalisation : Silvio Soldini
- Scénario : Silvio Soldini et Doriana Leondeff d'après le roman d'Agota Kristof
- Photographie : Luca Bigazzi
- Musique : Giovanni Venosta
- Pays de production : Italie, Suisse
- Genre : drame
- Date de sortie : 2002

## Distribution
- Ivan Franek : Tobias
- Barbora Lukesová : Line
- Ctirad Götz : Janek
- Caroline Baehr : Yolanda
- Cécile Pallas : Eve
- Philippe Bombled : Docteur

## Récompense
- 2002 : prix Sergio-Leone au Festival du film italien d'Annecy.